# Palazzo Pepoli Campogrande
Palazzo Pepoli Campogrande, noto anche come Palazzo Pepoli Nuovo per distinguerlo dal dirimpettaio Palazzo Pepoli Vecchio, è un edificio storico situato nel centro di Bologna. È oggi sede distaccata della Pinacoteca nazionale, che ha la sua sede principale in via Belle Arti, e dell'Archivio Fotografico della SBSAE di Bologna.

## Storia
Il palazzo venne costruito per volere del conte Odoardo Pepoli, il quale nel 1653 aveva ricevuto il titolo senatorio. Dopo la morte di Odoardo nel 1680, dal 1683 i lavori furono proseguiti dal nipote Ercole e, dopo che quest’ultimo morì nel 1707, vennero continuati da Alessandro. Giovanni Battista Albertoni fu autore della facciata su via Castiglione ed è probabile che a lui sia da attribuire il progetto dell'edificio, mentre Giuseppe Antonio Torri completò la facciata su via Clavature nel 1709.
La famiglia Campogrande ne divenne in seguito proprietaria e il piano nobile fu donato da Edvige Campogrande al comune di Bologna negli anni settanta del Novecento: qui è oggi esposta una parte della Quadreria Zambeccari.

## Descrizione

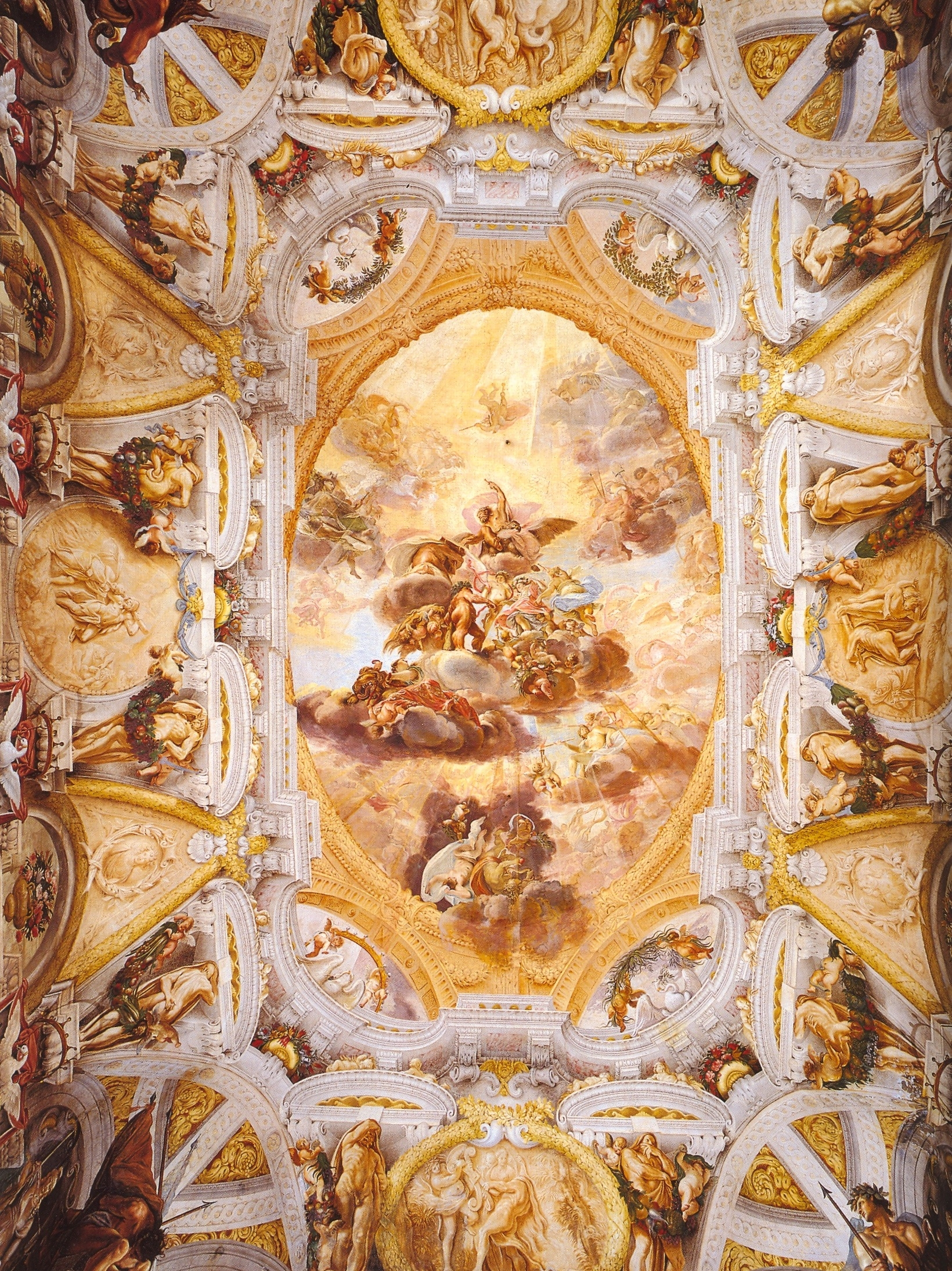
L'Apoteosi di Ercole nell'Olimpo del Salone d’onore

L’intero apparato decorativo è volto a celebrare la dinastia dei Pepoli, che da potenti banchieri nel Trecento erano divenuti signori di Bologna.
Entrando attraverso il portale bugnato, sulla destra si trovano lo scalone d’onore (1664 ca.) e l’androne (1690), probabili opere di Gian Giacomo Monti; sullo scalone si trovano due ovali in stucco di Domenico Maria Canuti (1665) che vi raffigurò le storie di Taddeo Pepoli. Egli realizzò anche l'affresco dell'Apoteosi di Ercole nell'Olimpo sulla volta del salone principale tra il 1669 ed il 1671, con la collaborazione di Domenico Santi, detto il Mengazzino, che si occupò dei prospetti architettonici dipinti.
L'adiacente Sala di Felsina venne decorata nel 1690 dai fratelli Rolli, Giuseppe come figurista ed Antonio come quadraturista. L'ambiente prende il nome dall'affresco del Trionfo di Felsina. Nella Sala delle Stagioni lavorò invece il solo Giuseppe Maria Crespi, che sul soffitto rappresentò l'episodio del Trionfo di Ercole circondato dalle personificazioni delle quattro stagioni. Lo stesso artista affrescò in seguito anche il soffitto della Sala dell'Olimpo. La Sala di Alessandro fu infine commissionata nel 1710 dall'omonimo membro della famiglia Pepoli a Donato Creti, che vi dipinse Alessandro Magno che taglia il nodo gordiano.

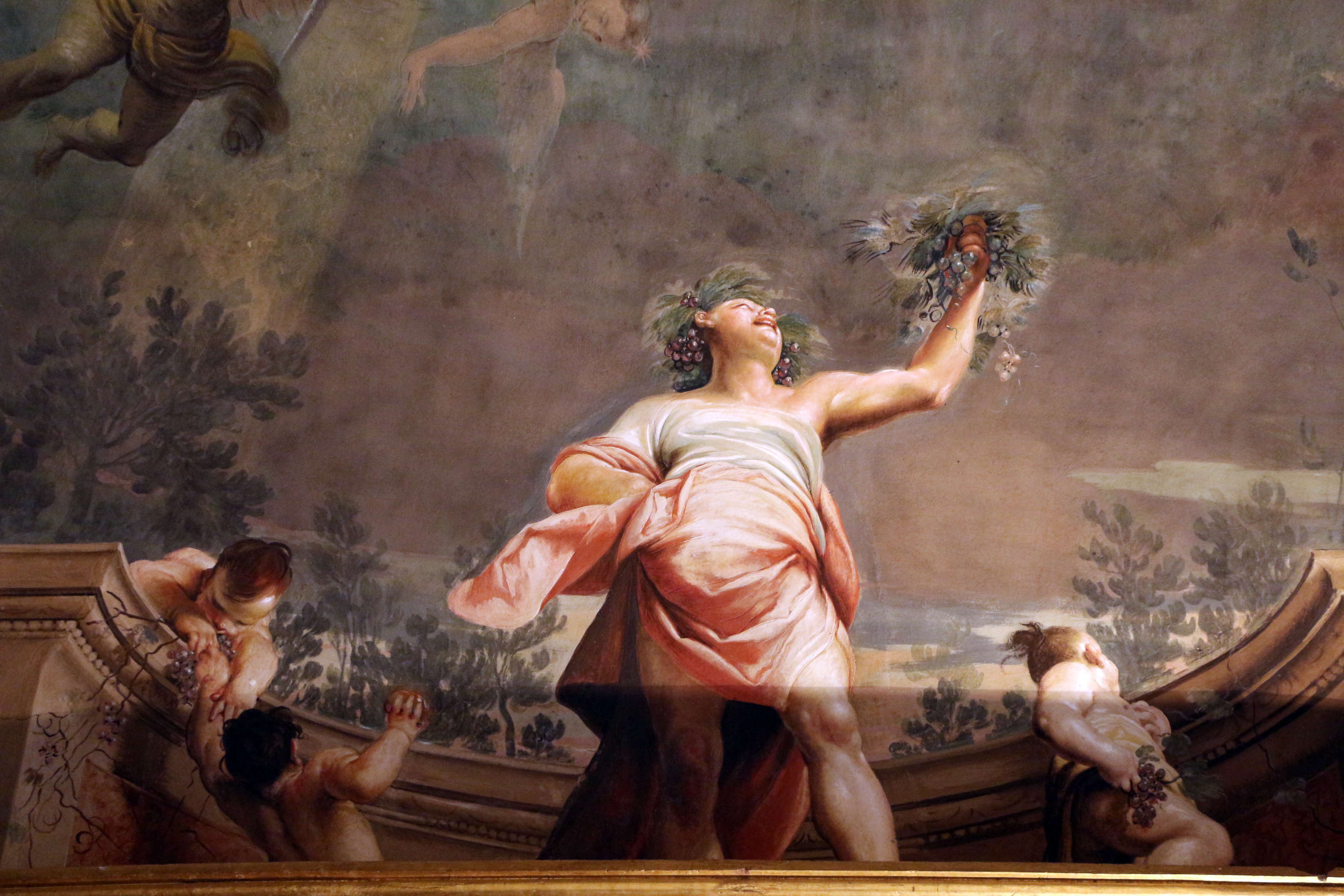
Primavera
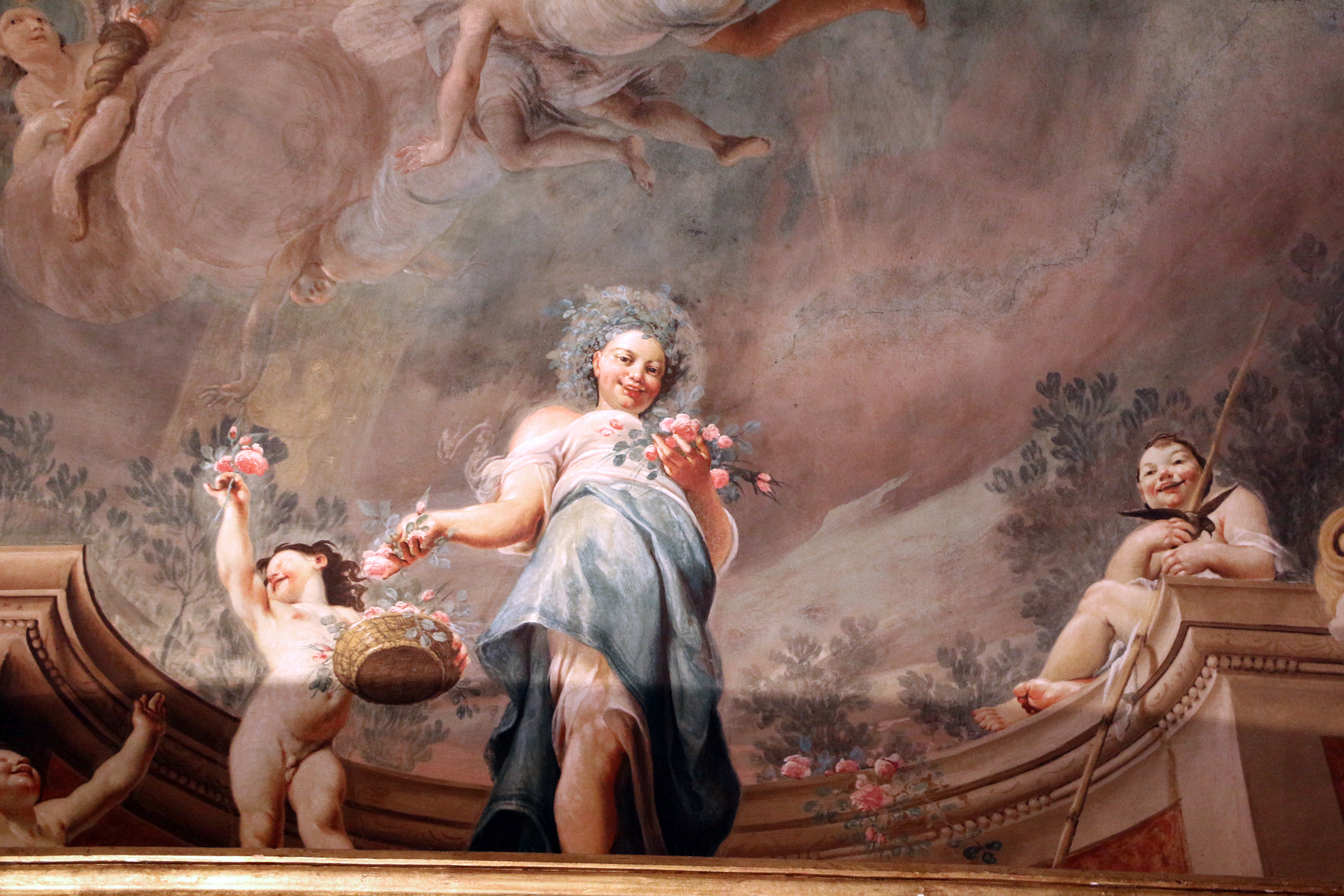
Estate
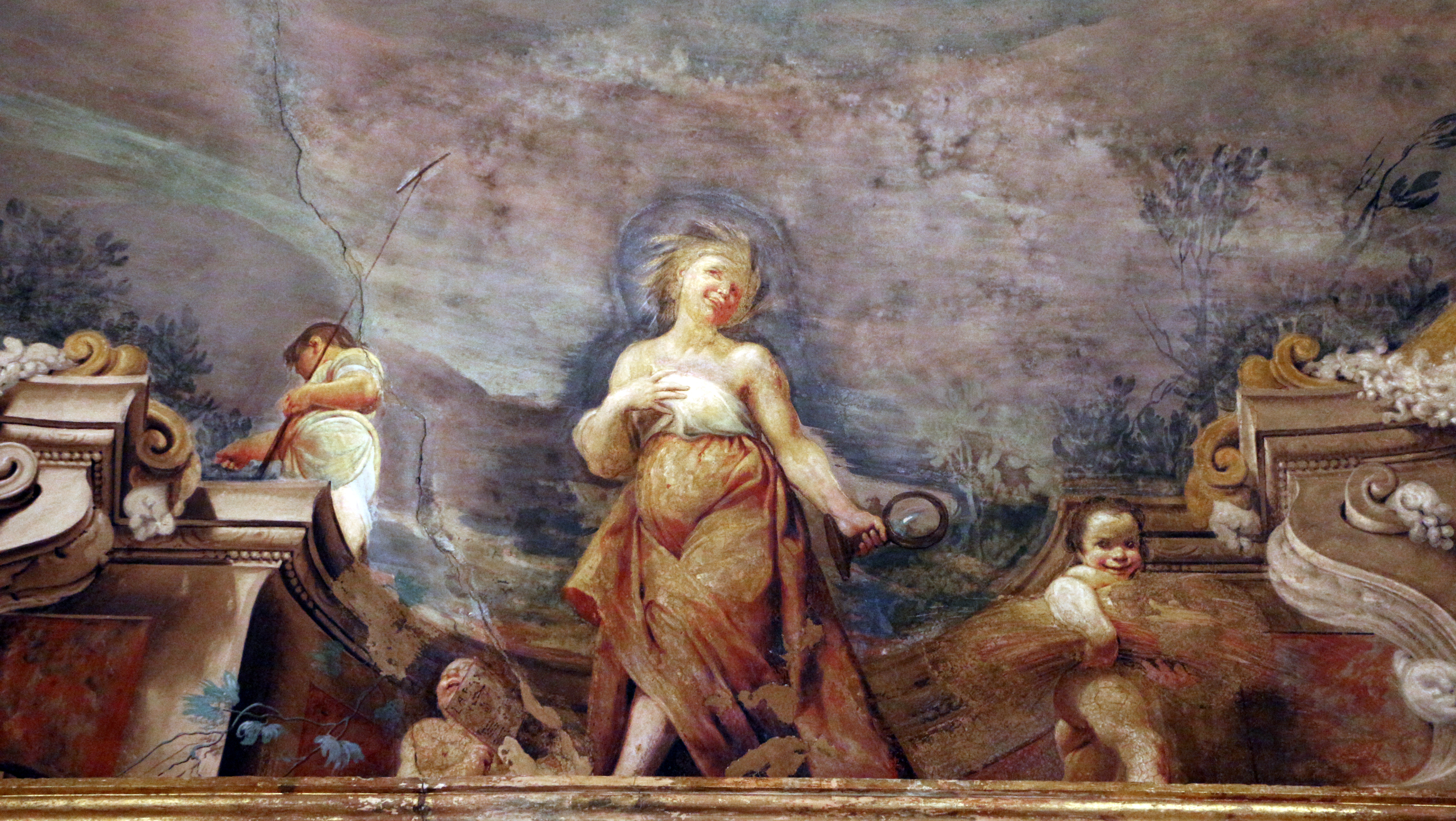
Autunno
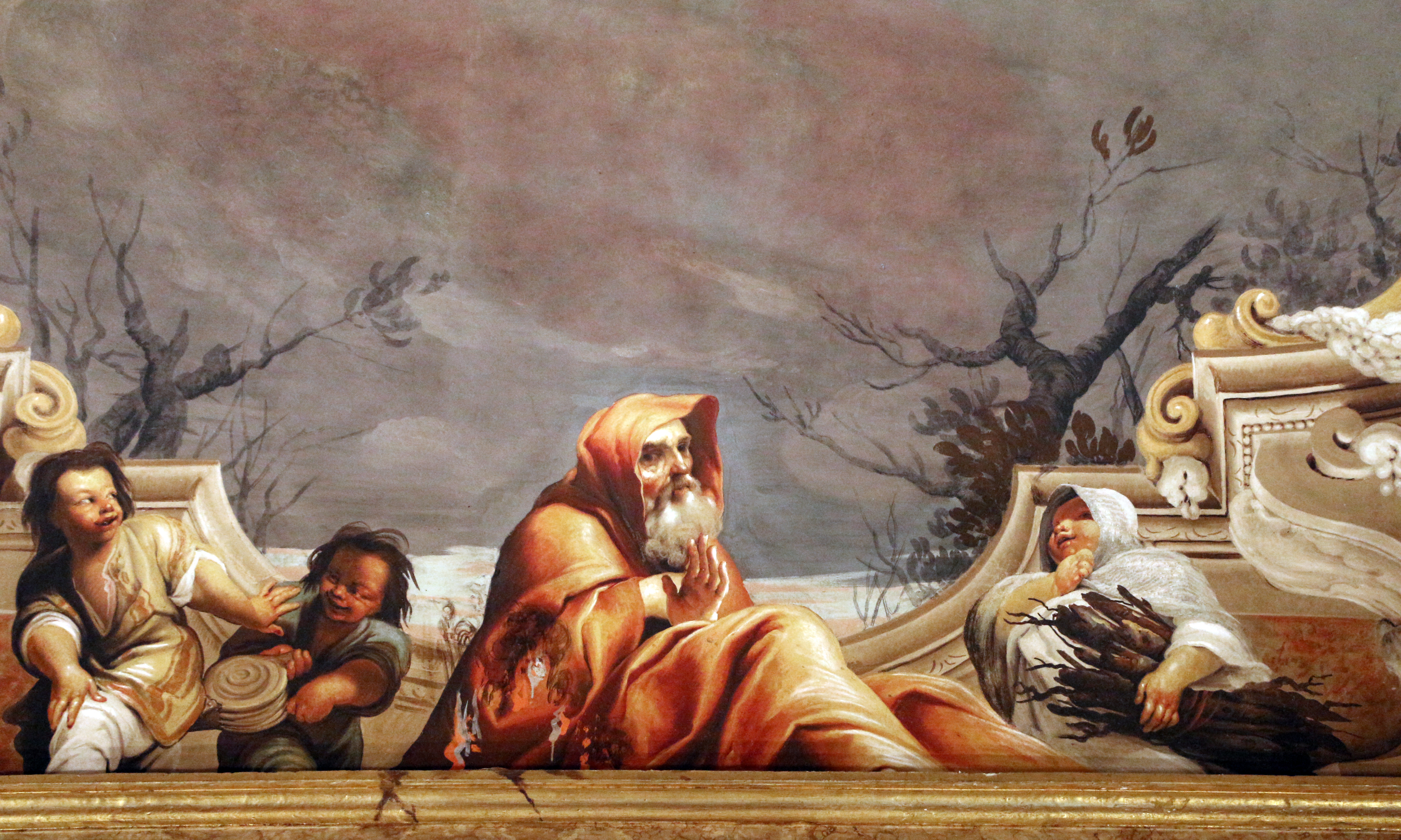
Inverno

## La quadreria Zambeccari
Originariamente raccolta e conservata dalla famiglia senatoria Zambeccari presso il proprio palazzo, è l’unica collezione aristocratica bolognese ad essere giunta quasi integra fino ad oggi. È costituita da oltre trecento dipinti, principalmente di scuola emiliana, ma provenienti anche da altre regioni italiane e dalle Fiandre.
Destinata ad uso pubblico nel 1788 da Giacomo Zambeccari, essa divenne parte del patrimonio della Pinacoteca nel 1884. Una parte della quadreria è oggi esposta nelle sale del palazzo Pepoli Campogrande: fra gli artisti presenti vi sono gli stessi Crespi e Creti, Tiziano, Ludovico Carracci, Guercino e Palma il Giovane.